# حجم الطلبية الاقتصادي

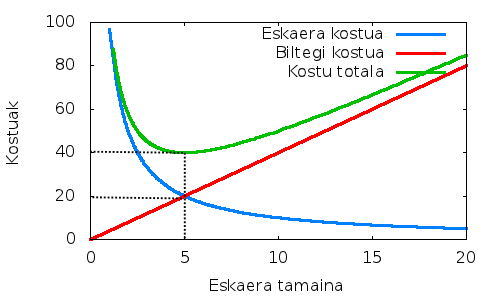

حجم الطلبية الاقتصادي (بالإنجليزية: Economic order quantity)‏ تمثل كمية الطلب التي تخفض إلى أدنى حد ممكن من مجموع تكلفة المخزون.

## تعريف
في المجال الاقتصادي:

يشير هذا التعبير إلى كمية الطلب لعدد من السلع الذي يؤدي إلى أقل التكاليف. وتدل هذه الكمية على الموازنة الأفضل بين التكلفة السنوية لعدد مرات طلب البضائع وبين تكلفة تخزين هذه البضائع.
في مجال إدارة المواد وتخزينها (إدارة الأعمال):

مصطلح يستخدم للإشارة إلى المقدار الأمثل للمخزون الذي يسهم في تقليص تكاليف المخزون الإجمالية إلى أدنى حد ممكن.
حجم الطلبية الاقتصادي يحاول أن يجيب عن الأسئلة التالية:
ما هي أفضل كمية للطلب من صنف ما؟
متى يجب أن نعيد الطلب لصنف ما؟

## افتراضات لتطبيق كمية الطلب الاقتصادية
- معدل الطلب معروف وثابت.
- أن لا يسمح بنقص الصنف عن الحاجة المقدرة له.
- ثبات الفترة زمنية لوصول الطلب.
- التكاليف لاتتغير بتغير كمية الطلب.
- تنتهي جميع الكميات لصنف ما عند نهاية الفنرة الزمنية.